# Keelkanker
De term keelkanker wordt vaak gebruikt om verschillende vormen van kanker aan het hoofd en de nek te benoemen. Deze carcinomen zijn meestal plaveiselcelcarcinomen. 

## Definities
Meestal wordt echter met keelkanker gedoeld op farynxkanker. Farynxkanker kan ontstaan in:
- De nasofarynx, het gebied aan de bovenkant van de keel (verbinding met de neusholte)
- De orofarynx, het gebied aan de tongbasis inclusief het zachte gehemelte en de keelamandelen
- De hypofarynx, de onderkant van de keel.

Anderen beperken hun definitie tot de stembanden en het strottenhoofd, oftewel larynxkanker.

## Oorsprong
Zoals bij andere plaveiselcelcarcinomen ontwikkelt de tumor zich uit het plaveiselepitheel dat de mond- en keelholte bekleedt.

## Risicofactoren
De belangrijkste risicofactoren zijn orale seks door besmetting met Humaan Papillomavirus (HPV), roken, het gebruik van alcoholische dranken en het eten van gerookte en/of met nitriet geconserveerde gerechten.

## Behandeling
De behandeling bestaat primair uit verwijdering met een ruime marge van het gehele aangetaste gebied. Dit is in het algemeen, afhankelijk van de locatie, een sterk verminkende operatie. Is er al uitzaaiing opgetreden, dan is genezing meestal niet meer mogelijk, maar kan door bestraling de tumor vaak nog enige tijd worden tegengehouden. Chemotherapie is vaak weinig effectief. 